# Лейк-Дарбі (Огайо)
Лейк-Дарбі (англ. Lake Darby) — переписна місцевість (CDP) в США, в окрузі Франклін штату Огайо. Населення — 4731 особа (2020).

## Географія
Лейк-Дарбі розташований за координатами 39°57′44″ пн. ш. 83°13′11″ зх. д. / 39.96222° пн. ш. 83.21972° зх. д. (39.962225, -83.219593).  За даними Бюро перепису населення США в 2010 році переписна місцевість мала площу 9,07 км², з яких 8,97 км² — суходіл та 0,10 км² — водойми.

## Демографія
Згідно з переписом 2010 року, у переписній місцевості мешкали 4592 особи в 1499 домогосподарствах у складі 1253 родин. Густота населення становила 506 осіб/км².  Було 1542 помешкання (170/км²).
Расовий склад населення:
| - 92,4 % — білих - 2,6 % — чорних або афроамериканців - 1,5 % — азіатів - 0,3 % — корінних американців - 1,4 % — осіб інших рас |

До двох чи більше рас належало 1,8 %. Частка іспаномовних становила 3,1 % від усіх жителів.
За віковим діапазоном населення розподілялося таким чином: 32,5 % — особи молодші 18 років, 63,8 % — особи у віці 18—64 років, 3,7 % — особи у віці 65 років та старші. Медіана віку мешканця становила 32,5 року. На 100 осіб жіночої статі у переписній місцевості припадало 100,6 чоловіків;  на 100 жінок у віці від 18 років та старших — 98,0 чоловіків також старших 18 років.
Середній дохід на одне домашнє господарство  становив 88 052 долари США (медіана — 85 027), а середній дохід на одну сім'ю — 92 011 долар (медіана — 86 372). Медіана доходів становила 54 231 долар для чоловіків та 45 594 долари для жінок. За межею бідності перебувало 6,0 % осіб, у тому числі 7,3 % дітей у віці до 18 років та 0,0 % осіб у віці 65 років та старших.
Цивільне працевлаштоване населення становило 2468 осіб. Основні галузі зайнятості: освіта, охорона здоров'я та соціальна допомога — 25,5 %, роздрібна торгівля — 11,2 %, виробництво — 10,8 %.